# Каус Австраліс
 Каус Австраліс (ε Стрільця, ε Sgr) — подвійна зоряна система в сузір'ї Стрільця, найяскравіша зоря сузір'я. Видима зоряна величина +1,85.
Каус Австраліс перекладається як «південна частина лука». Разом із Каус Медіус (δ Стрільця) і Каус Бореаліс (λ Стрільця) вона утворює лук Стрільця.

## Умови спостереження
Зоря Каус Австраліс має велике південне схилення. У південній півкулі зоря відіграє важливу навігаційну роль. Із території України видима тільки у південних областях улітку. 

## Характеристики
Яскравий компонент (Каус Австраліс А) - блакитний гігант спектрального класу В 9,5 III. Він приблизно в 5 разів масивніший за Сонце і в 7 разів більший за радіусом. Діаметр зорі дорівнює приблизно 10 мільйонам кілометрів. Відстань до зорі — 44 парсек (145 світлових років). Температура поверхні зорі дорівнює 9 200 Кельвінів (в 1,5 рази вища сонячної).
Зоря швидко обертається — швидкість обертання на екваторі у проєкції на промінь зору (Vesin(i) ) становить 236 км/с. Також вона має потужне магнітне поле з напруженістю в діапазоні 10.5-130.5 Гаусів та є джерелом рентгенівського випромінювання. Зважаючи на те, що система Каус Австраліс має надлишкове інфрачервоне випромінювання, можна припустити наявність навколозоряного пилового та уламкового диску. Виходячи з температури цього диску, він розташований на орбіті головної зорі системи приблизно на відстані 155 а.о. від неї.
На кутовій відстані 2,392 секунди під кутом 142,3° Каус Австраліс А має зорю-супутник із видимим блиском 14m. Це зоря головної послідовності з масою приблизно 95 % сонячної і приблизно 89 % від світності Сонця. На такій відстані до системи, цей кут еквівалентний фізичній відстані близько 106 а.о., тобто зоря-супутник перебуває всередині уламкового диску основної зорі. Система має вищу лінійну поляризацію, ніж очікується з її відстані до Сонця; як пояснення запропоновано розсіювання світла від уламкового диска супутника. До ідентифікації супутника (1993 року за допомогою коронографа адаптивної оптики), імовірно він був відповідальний за спектральні аномалії, які приписували головній зорі. 
На відстані 32,3 кутових секунди виявлено зорю-кандидата у третій компонент системи.